# Hylodes heyeri
Hylodes heyeri är en groddjursart som beskrevs av Haddad, Pombal och Bastos 1996. Hylodes heyeri ingår i släktet Hylodes och familjen Hylodidae. IUCN kategoriserar arten globalt som otillräckligt studerad. Inga underarter finns listade i Catalogue of Life.